# Homomallium leptothallum
Homomallium leptothallum là một loài Rêu trong họ Hypnaceae. Loài này được (Müll. Hal.) Nog. mô tả khoa học đầu tiên năm 1958.